# Manica
Manica és una província de Moçambic situada a la part central del país. Té una població d'1.359.923 habitants (2006, eren 974.208 el 2001) i una superfície de 61.661 km². La capital és la ciutat de Chimoio (fins al 1976 Vila Pery).

## Demografia
| 1980    | 1997    | 2007      |
| 587.345 | 974.208 | 1.412.248 |

## Divisió administrativa
Està dividida en dotze districtes i cinc municipis:
- Districte de Báruè
- Districte de Chimoio
- Districte de Gondola
- Districte de Guro
- Districte de Macate
- Districte de Machaze
- Districte de Macossa
- Districte de Manica
- Districte de Mossurize
- Districte de Sussundenga
- Districte de Tambara
- Districte de Vanduzi
- Catandica (vila)
- Chimoio (ciutat)
- Gondola (vila)
- Manica (vila)
- Sussundenga (vila)

## Història
El territori de Manica fou part de la concessió de la Companyia de Moçambic, segons privilegi reial de 1891 efectiu el 1892. La companyia va administrar el districte entre 1892 i 1942 i va entregar el control al govern de l'estat portuguès el 18 de juliol de 1942 que va crear el districte de Beira amb el que avui dia són Manica i Sofala, mentre els territoris al sud del riu Save eren inclosos als districtes de Gaza i Inhambane). El districte de Beira va agafar el nom de Manica i Sofala el 1947. Fou dividit el 5 d'agost de 1970 en districte de Vila Pery i Districte de Sofala. Amb la independència del país el 25 de juny de 1975, es va convertir en una de les seves províncies que va agafar el nom de Manica el 1976.

## Governadors
La província és dirigida per un governador provincial nomenat pel President de la República.
- Artur Canana[5]
- (-) Felicio Pedro Zacarias[6]
- (-) Soares Nhaca[7]
- (2005-2007) Raimundo Diomba[7][8]
- (2007-2010) Maurício Vieira[9]
- (2010-2015) Ana Comoana[10]
- (2015-) Alberto Mondlane